# Xuxiang
Xuxiang (kinesiska: 许巷, 许巷乡) är en socken i Kina. Den ligger i provinsen Zhejiang, i den östra delen av landet, omkring 25 kilometer nordost om provinshuvudstaden Hangzhou.
Genomsnittlig årsnederbörd är 1 869 millimeter. Den regnigaste månaden är juni, med i genomsnitt 328 mm nederbörd, och den torraste är november, med 74 mm nederbörd.